# Farmasi Arena
Pour l’article homonyme, voir HSBC Arena.
La Farmasi Arena (auparavant Arena Olímpica do Rio, Rioarena et Jeunesse Arena ) est une salle omnisports située à Rio de Janeiro dans l'État de Rio de Janeiro. Elle accueille des concerts et est employée régulièrement pour des tournois de basket-ball universitaire.

## Histoire
Le stade a été bâti sur un terrain qui appartenait auparavant au circuit de course automobile Autódromo Internacional Nelson Piquet, qui n'existe plus. Il a été inauguré pour les Jeux panaméricains de 2007. En 2008, le stade a été rebaptisé sous le nom HSBC Arena. Il est le plus moderne du Brésil, avec une structure inspirée par les stades américains de la NBA. Le stade a accueilli les cérémonies d'ouverture et de clôture des Jeux panaméricains de 2007, aussi que les matches de basket-ball et les compétitions de gymnastique artistique. Le stade a accueilli aussi les cérémonies d'ouverture et de clôture des Jeux parapanaméricains de 2007 et les matches de basket-ball en fauteuil roulant. Pour les Jeux olympiques d'été de 2016 le stade accueillera les compétitions de Gymnastique rythmique et de Trampoline. Ensuite, pour les Jeux paralympiques d'été de 2016 le stade accueillera les matches de basket-ball en fauteuil roulant. Pendant les Jeux olympiques d'été de 2016, par détermination du Comité international olympique, le stade perdra le nom HSBC Arena et sera appelé Arena Olímpica do Rio

## Événements
La salle omnisports a déjà accueille aussi de nombreux concerts célèbres, d'entre autres: The Cure, The Killers, Green Day, Kiss, R.E.M., Cat Power, The Offspring, Ozzy Osbourne, Eric Clapton, Iron Maiden, Robert Plant, Amy Winehouse, Evanescence, The Used, Big Time Rush, Demi Lovato, Hot Chelle Rae, Mc Fly, The Wanted, Yellowcard, Javier Colon, Keane, Maroon 5, Jennifer Lopez, Bob Dylan, Seal, ScorpionsJoe Cocker, Michael Bublé, Selena Gomez, Dionne Bromfield, Florence and the Machine, Bruno Mars, Rox, Ben Harper, Sade, Peter Frampton, Lionel Ritchie, Nelly Furtado, Beyoncé, Lily Allen, Robert Cray, Alanis Morissette, Black Label Society, Korn.

## Galerie
|  |  |